# ウィーンフィル・ニューイヤーコンサート2016
ウィーンフィル・ニューイヤーコンサート2016（ドイツ語: Neujahrskonzert der Wiener Philharmoniker 2016）は、ウィーン・フィルハーモニー管弦楽団による2016年のニューイヤーコンサート。指揮者はマリス・ヤンソンスが務めた（3回目の登場）。

## 特色
2016年は今なおオーストリア国民に親しまれる皇帝フランツ・ヨーゼフ1世の崩御から100年目にあたる。そのため、『皇帝円舞曲』がプログラム上に取り上げられた。また、シュトラウス3兄弟の末弟エドゥアルト・シュトラウス1世の没後100周年でもあることから、彼の作品が例年よりも多い2つ取り上げられた。
その他特筆すべきは、ロベルト・シュトルツとエミール・ワルトトイフェルの楽曲がニューイヤーコンサート史上初めてプログラムに取り上げられたことである。シュトルツの『国連行進曲』は、第1回国連総会がロンドンで開催されてから70年目にあたることを記念して取り上げられた。なお、初登場の作曲家としてはもう一人ヨーゼフ・ヘルメスベルガー1世の名が挙げられるが、彼に関しては、すでに息子であるヨーゼフ・ヘルメスベルガー2世がこれまでもしばしばプログラム上に取り上げられている。

## 演奏曲目
「*」印の8曲は初登場作品。

### 第一部
- 『国連行進曲』*（ロベルト・シュトルツ）op.1275
- 『宝のワルツ』（ヨハン・シュトラウス2世）op.418
- ポルカ・フランセーズ『ヴィオレッタ』*（ヨハン・シュトラウス2世）op.404
- ポルカ・シュネル『観光列車』（ヨハン・シュトラウス2世）op.281
- ワルツ『ウィーン娘』*（カール・ミヒャエル・ツィーラー）op.388
- ポルカ・シュネル『速達郵便で』（エドゥアルト・シュトラウス1世）op.259

### 第二部
- オペレッタ『ヴェネツィアの一夜』序曲（ヨハン・シュトラウス2世）
- ポルカ・シュネル『羽目をはずして』*（エドゥアルト・シュトラウス1世）op.168
- ワルツ『天体の音楽』（ヨーゼフ・シュトラウス）op.235
- ポルカ・フランセーズ『歌う喜び』*（ヨハン・シュトラウス2世）op.328
- ポルカ・シュネル『休暇旅行で』（ヨーゼフ・シュトラウス）op.133
- オペレッタ『ニネッタ侯爵夫人』第3幕への間奏曲*（ヨハン・シュトラウス2世）
- ワルツ『スペイン』*（エミール・ワルトトイフェル）op.236
- 『舞踏会の情景』*（ヨーゼフ・ヘルメスベルガー1世）
- 『ため息のギャロップ』（ヨハン・シュトラウス1世）op.9
- ポルカ・マズルカ『とんぼ』（ヨーゼフ・シュトラウス）op.204
- 『皇帝円舞曲』（ヨハン・シュトラウス2世）op.437
- ポルカ・シュネル『狩り』（ヨハン・シュトラウス2世）op.373

### アンコール
- ポルカ・シュネル『突進』（ヨハン・シュトラウス2世）op.348
- ワルツ『美しく青きドナウ』（ヨハン・シュトラウス2世）op.314
- 『ラデツキー行進曲』（ヨハン・シュトラウス1世）op.228